# كوكو مارتينا
كوكو مارتينا (Cuco Martina) (25 سبتمبر 1989 في روتردام في هولندا – )؛ هو لاعب كرة قدم كان يلعب كمدافع. يلعب مع منتخب كوراساو لكرة القدم منذ عام 2011.

## وصلات خارجية
- كوكو مارتينا على موقع الاتحاد الدولي (مؤرشف)  (الإنجليزية)
- كوكو مارتينا على موقع قاعدة بيانات كرة القدم.إي يو (الإنجليزية)
- كوكو مارتينا على موقع ناشيونال فوتبول تيمز (الإنجليزية)
- كوكو مارتينا على موقع Soccerbase.com (لاعب) (الإنجليزية)
- كوكو مارتينا على موقع Soccerway.com (الإنجليزية)
- كوكو مارتينا على موقع عالم كرة القدم.نت (الإنجليزية)
- كوكو مارتينا على موقع AS.com (الإسبانية)